# Pavlopetri

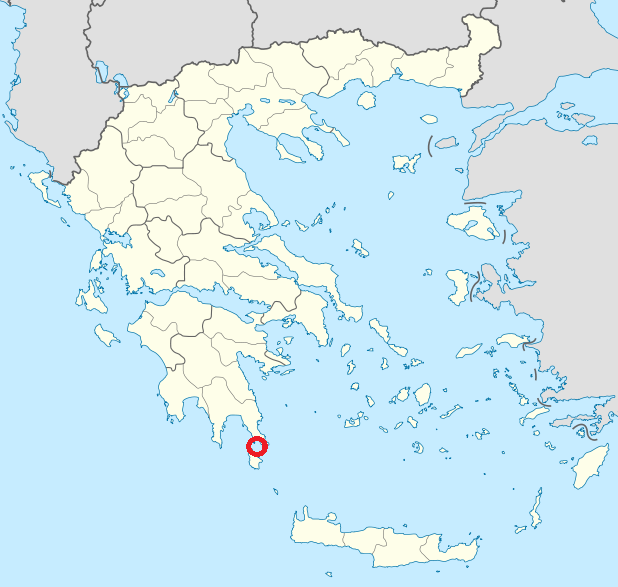
Posició de Pavlopetri

Pavlopetri, en grec Παυλοπέτρι, és una ciutat antiga grega submergida a la costa del sud de Lacònia, al Peloponès. És considerada la ciutat submergida més antiga del món, i té sobre 5.000 anys, cosa que ha fet que s'especuli sobre la possibilitat de ser la ciutat que va inspirar el mite de l'Atlàntida.
Al principi, les ruïnes van ser datades en el context de la civilització micènica, 1600–1100 aC, però els estudis més recents van revelar que ocupació més antiga datava de l'any 2800 aC, i es troba, per tant, en el context de la meitat de l'edat de bronze i en el de la civilització minoica primerenca. Es creu que la ciutat es va submergir al voltant de l'any 1000 aC a causa del primer de tres terratrèmols que va patir la zona. L'àrea no ha reemergit mai, així doncs no s'hi ha construït mai al damunt ni tampoc ha estat pertorbada per activitats agrícoles. Tot i que, amb els segles, s'ha erosionat, el traçat de la ciutat és el mateix que l'original de fa milers d'anys. El lloc es troba amenaçat pel dany que provoquen les barques que arrosseguen àncores, així com pels turistes i els caçadors de records.
A l'octubre de 2009 es van realitzar treballs de camp per mapejar la zona. És la primera ciutat submergida digitalitzada que ha estat estudiada en tres dimensions. Per al mapatge, es van utilitzar tècniques amb sonars usades habitualment pels militars i empreses prospectores de petroli. La ciutat, que consta de com a mínim 15 edificis, es va submergir entre 3 i 4 metres sota l'aigua. Les descobertes recents del 2009 denoten una superfície de la ciutat d'uns 9.000 m².
La ciutat de Pavlopetri és part del patrimoni cultural submarí definit per la UNESCO en el context de la Convenció en la Protecció del Patrimoni Cultural Submarí de la UNESCO. Totes les traces de l'existència humana submarina que tenen almenys cent anys o més són protegides per la Convenció en la Protecció del Patrimoni Cultural Submarí de la UNESCO. L'objectiu n'és impedir la destrucció o pèrdua d'informació històrica i cultural. Aquesta associació de la UNESCO ajuda els estats a protegir el seu patrimoni cultural submarí en un marc legal internacional.